# Frederik Hulswit
Frederik Jan Hulswit (Apeldoorn, 9 aprile 1885 – Willemstad, 2 maggio 1932) è stato un pallanuotista olandese.
Ha partecipato ai Giochi Londra 1908, gareggiando nel torneo di pallanuoto.